# 村山市民会館
村山市民会館（むらやましみんかいかん）は、山形県村山市にある多目的ホールである。
1966年完成。1994年には小ホールが完成した。

## 概要
- 敷地面積 16,375.33平方メートル
- 建築面積 2654.08平方メートル
- 建築延面積 3,664.15平方メートル

## 施設
- 大ホール
収容人数1,200名。固定席990席で、車椅子用スペースがある。
- 小ホール
収容人数284名。電動式移動席192席と移動席92席がある。
- ホワイエ
1階・2階とも120平方メートル。
- 会議室
  - 大会議室
  - 小会議室
  - 式場
  - 和室
- 広場

## 所在地とアクセス
〒995-0022
山形県村山市楯岡笛田2丁目6-1
- 最寄駅：JR村山駅
- 駐車場は250台収容